# Arblade-le-Bas
Arblade-le-Bas è un comune francese di 145 abitanti situato nel dipartimento del Gers nella regione dell'Occitania.

## Società

### Evoluzione demografica
Abitanti censiti